# Uta Ranke-Heinemann
Uta Ranke-Heinemann (Essen, 2 d'octubre de 1927 - 25 de març de 2021) va ser una teòloga alemanya.

## Biografia
És autora de diversos llibres, inclòs el best-seller Eunuchen für das Himmelreich («Eunucs pel regne del cel»), que li ha valgut el reconeixement internacional.
Convertida del protestantisme al catolicisme, va arribar a doctora en teologia catòlica el 1954. Uta Ranke-Heinemann, filla de Gustav Heinemann, antic president de la República d'Alemanya i de Hilda Heinemann, va ser la primera dona del món que va obtenir –el 1970– una càtedra universitària en teologia catòlica. Anteriorment, l’Església catòlica no concedia títols universitaris a dones inscrites a les universitats pontifícies. Va ser professora d'història del Nou Testament a la Universitat d'Essen .
El 1987 se li va prohibir l'ensenyament. Sense haver rebut una sentència d’excomunió, ella mateixa es presenta com a excomunicada (latæ sententiæ) per heretgia segons el Dret canònic 1364, havent declarat persistents dubtes sobre el Naixement virginal.
Expressa un credo negatiu en set punts:
1. La Bíblia no és la paraula de Déu, sinó una creació humana
2. Que Déu existeix en tres persones és una creació de la imaginació humana
3. Jesucrist és home i no Déu
4. Maria és la mare de Jesús i no la mare de Déu
5. Déu va crear el cel i la terra, l'Infern és una invenció humana
6. El Diable i el Pecat original no existeixen
7. Una sagnant redempció a la creu és el sacrifici pagà d'un ésser humà, basat en un patró religiós que data de l'edat de pedra.[3][4]